# John Ferris (homme politique)
Pour les articles homonymes, voir Ferris.
John Ferris (1811-1884) était un homme d'affaires et un homme politique canadien du Nouveau-Brunswick.

## Biographie
John Ferris naît le 9 janvier 1811 à Cambridge, au Nouveau-Brunswick.
Il devient agriculteur et marchand de bois et décide de se lancer en politique. Il représente tout d'abord le Comté de Queens à l'Assemblée législative du Nouveau-Brunswick de 1844 à 1864 puis se lance en politique fédérale en étant élu député libéral de Queen's le 20 septembre 1867, dans la 1re législature du Canada. Il est ensuite réélu en 1872 et en 1874 et représentera ainsi sa circonscription durant presque onze années.
John Ferris décède le 3 novembre 1884.